# Anthessius mytilicolus
Anthessius mytilicolus is een eenoogkreeftjessoort uit de familie van de Anthessiidae. De wetenschappelijke naam van de soort is voor het eerst geldig gepubliceerd in 1966 door Reddiah.